# Skoszewo (województwo pomorskie)
Skoszewo (kaszub. Skòszewò, niem. Skoszewo) – wieś kaszubska w Polsce położona w województwie pomorskim, w powiecie chojnickim, w gminie Brusy na zachodnim brzegu jeziora Somińskiego (północny kraniec Zaborskiego Parku Krajobrazowego). W kierunku północno-zachodnim znajduje się jezioro Skoszewskie.
W latach 1975–1998 miejscowość położona była w województwie bydgoskim.
Od końca I wojny światowej wieś znalazła się ponownie w granicach Polski (powiat chojnicki II Rzeczypospolitej). Granica polsko-niemiecka przebiegała na północ od miejscowości.